# Javier Jattin
Javier Jattin (Barranquilla, 24 de abril de 1983) es un actor y modelo colombiano, reconocido por su participación en producciones como Chepe Fortuna, Tarde lo conocí, Sin senos sí hay paraíso y Enfermeras. 

## Biografía

### Primeros años
Javier Jattin nació en Barranquilla el 24 de abril de 1983. 

### Carrera
Hizo su formación actoral, aprendió baile, canto e improvisación. Tuvo clases personalizadas y talleres de actuación.
En 2012 debuta en Televisa en la telenovela La mujer del Vendaval.
En el 2018 regresa a Telemundo para la tercera temporada de Sin senos sí hay paraíso. Después de haber participado en la serie biografía Tarde lo conocí donde compartió créditos con María Elisa Camargo.

## Filmografía
| Año       | Título                                | Personaje                                          |
| --------- | ------------------------------------- | -------------------------------------------------- |
| 2009      | Aquí no hay quien viva                | Felipe                                             |
| 2009-2010 | Niños ricos, pobres padres            | Matias Quintana                                    |
| 2009-2010 | Las muñecas de la mafia               | Roger                                              |
| 2010-2011 | Chepe Fortuna                         | José "Chepe" Fortuna / José "Chepe" Nasser Fortuna |
| 2011-2012 | Primera dama                          | Mariano Zamora                                     |
| 2012-2013 | La mujer del Vendaval                 | Camilo Preciado                                    |
| 2013-2014 | Las trampas del deseo                 | Darío Alvarado Jauregui                            |
| 2014      | El color de la pasión                 | Román Andrade                                      |
| 2014-2015 | Hasta el fin del mundo                | Paolo Elizondo                                     |
| 2015-2016 | La vecina                             | Eliseo "Cheo" González                             |
| 2017-2018 | Tarde lo conocí                       | Héctor Méndez                                      |
| 2018      | Sin senos sí hay paraíso              | Antonio "Tony" Campana                             |
| 2019      | Decisiones: Unos ganan, otros pierden | Andrés Arango                                      |
| 2020      | La casa de las flores                 | Dr. Salomón Cohen                                  |
| 2020-2021 | Imperio de mentiras                   | Fabricio Serrano                                   |
| 2022      | Enfermeras                            | Juan Pablo Valderrama                              |
| 2022      | Aló, ¿quién es?                       | Juan Pablo Valderrama                              |

### Programas
- La isla de los famosos: una aventura pirata[12] (2005) - Participante
- Vuélese si puede[13] (2008) - Presentador
- Mi familia baila mejor[14] (2018) - Presentador

### Cine
- La vida inmoral de la pareja ideal (2016) - Balthazar
- La Casa de las Flores: la película (2021) - Salomón Cohen (joven)[15]

## Teatro
- A la orilla del río (2014-2015)

## Premios y nominaciones

### Premios TVyNovelas
| Año  | Categoría                             | Telenovela o Serie | Resultado |
| ---- | ------------------------------------- | ------------------ | --------- |
| 2012 | Mejor actor de reparto de telenovela  | Primera dama       | Nominado  |
| 2011 | Mejor actor protagónico de telenovela | Chepe Fortuna      | Ganador   |

### Otros premios
- Sol de Oro (Círculo Nacional de Periodistas A.C. (CINPE)) México a mejor actor extranjero por La mujer del Vendaval.